# Gamelia abasiella
Gamelia abasiella är en fjärilsart som beskrevs av Lemaire 1973. Gamelia abasiella ingår i släktet Gamelia och familjen påfågelsspinnare. Inga underarter finns listade i Catalogue of Life.